# Compaq Portable

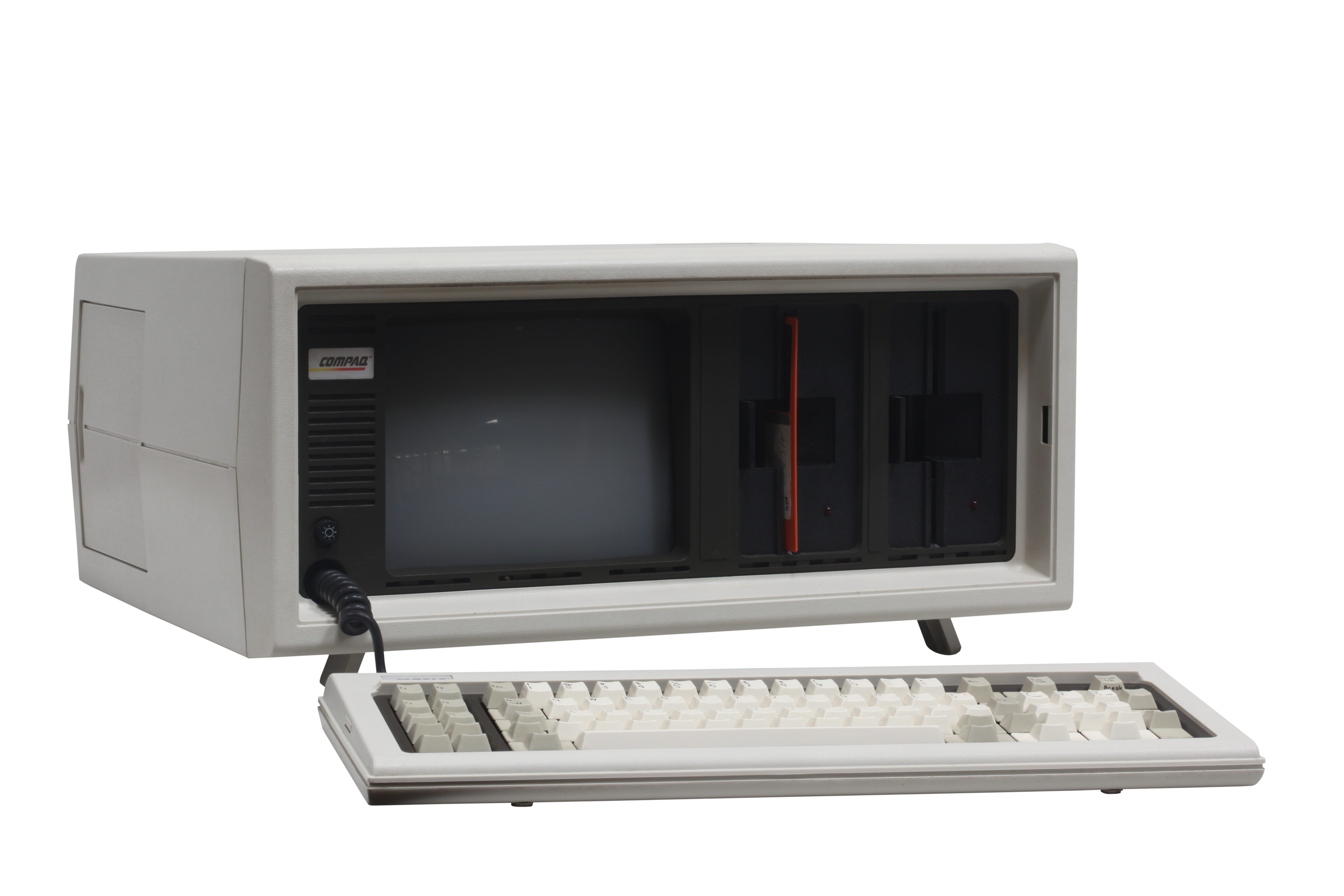
Compaq portable 實機

Compaq Portable是早期的可携式電腦，是最早的IBM PC 相容電腦系统之一。这是康柏電腦公司的第一款产品，是後來的Compaq Portable 系列及Compaq Deskpro系列中的的主要電腦產品之一。它不只是一台包含能執行Microsoft DOS的8088 - CPU中央處理器能的 個人電腦PC”，其中還包含了一个逆向工程的BIOS ，以及一个与IBM的PC DOS相容的MS-DOS版本，所以它能執行行几乎所有為PC DOS開發的应用程式。這台電腦也是後來“一体机”概念電腦的早期版本。